# غراب داغتشي (تشيلو)
غراب داغتشي (بالفارسية: گوراب دگچی) هي منطقة سكنية تقع في إيران في قسم تشيلو الريفي. يقدر عدد سكانها بـ 89 نسمة .